# چهل‌خانه
مجموعه چهل خانه در شهرستان دشتستان، روستای زیرراه واقع شده و این اثر در تاریخ ۲۵ اسفند ۱۳۷۹ با شمارهٔ ثبت ۳۳۵۶ به‌عنوان یکی از آثار ملی ایران به ثبت رسیده است.